# کشتار کفار عتصیون
کشتار کفار عتصیون (به انگلیسی: Kfar Etzion massacre) به کشتار یهودیان در ۱۳ مه ۱۹۴۸، یک روز قبل اعلام استقلال اسرائیل اشاره دارد. این کشتار پس از یک نبرد دو روزه رخ داد که در آن ساکنان کیبوتص یهودی و شبه‌نظامیان هگانا از کفار عتصیون در برابر نیروهای ترکیبی از لژیون عرب و مردان محلی عرب دفاع کردند. مارتین گیلبرت می‌گوید از ۱۲۷ جنگجوی هگانا و ساکنان کیبوتص یهودی که در جریان دفاع از شهرک جان باختند، ۱۵ نفر از آن‌ها قبل از کشته شدن تسلیم شده بودند.
در مورد مسئولیت و نقش لژیون عرب در کشتار تسلیم‌شدگان بحث و جدل وجود دارد. اسرائیل معتقد است که ساکنان کیبوتص و سربازان هگانا توسط اعراب محلی و لژیون عرب (متعلق به اردن) در هنگام تسلیم قتل‌عام شدند. اردنی‌ها معتقدند که لژیون عرب دیر وارد درگیری شد و نتوانست از حمله به کیبوتص توسط مردان روستاهای عرب مجاور جلوگیری کند؛ ظاهراً انگیزهٔ آن‌ها انتقام کشتار دیر یاسین و تخریب یکی از روستاها بوده است. گفته می‌شود که ساکنان و مبارزان یهودی تسلیم‌شده در یک حیاط جمع شده بودند که ناگهان به سوی آن‌ها شلیک شد. گفته می‌شود که بسیاری در دم جان باختند، در حالی که بیشتر کسانی که موفق به فرار شدند، دستگیر و کشته شدند.
چهار زندانی از این کشتار جان سالم به در بردند و به ماوراء اردن منتقل شدند. بلافاصله پس از تسلیم شدن در ۱۳ مه، کیبوتص غارت و با خاک یکسان شد. اعضای سه کیبوتص دیگر در گوش عتصیون روز بعد تسلیم شدند و به عنوان اسیر جنگی به اردن برده شدند.
اجساد قربانیان دفن نشده بود تا اینکه یک سال و نیم بعد، دولت اردن به شلومو گورین اجازه داد تا اجساد را جمع‌آوری کند؛ اجساد قربانیان سپس در کوه هرتسل دفن شد. بازماندگان بلوک عتصیون در خانه‌های اعراب در یافا اسکان داده شدند.